# پایوشتیتسا
پایوشتیتسا (به صربی: Paljevštica) یک منطقهٔ مسکونی در صربستان است که در بروس واقع شده‌است. پایوشتیتسا ۵۶ نفر جمعیت دارد.